# Vancouver Police Department
Le Vancouver Police Department (VPD), que l'on peut traduire par « Service de police de Vancouver » est le service de police municipale de Vancouver, en Colombie-Britannique, au Canada. Fondé en 1886, il est chargé de l'application et du respect de la loi, ainsi que de la lutte contre la criminalité.
Il dispose de 1 697 agents en 2009, ce qui en fait le second service de police de la Colombie-Britannique quant aux effectifs, après la RCMP E Division de la Gendarmerie royale du Canada.
Sa devise est To serve/To guard (en français : « Servir/protéger »).